# Survival of the Fittest
«Survival of the Fittest» —  пісня американського хіп-хоп дуету Mobb Deep з їхнього другого студійного альбому The Infamous, вийшов як другий сингл 29 травня 1995 року на лейблі Loud Records. Пісня була спродюсована Havoc, який використав семпл пісні 1976 року «Skylark» The Barry Harris Trio та Al Cohn.
Сингл мав мейнстримовий успіх, досягнувши 69-го місця в чарті Billboard Hot 100 і потрапив у топ-10 у чарті Hot Rap Singles. Пісня отримала визнання музичних критиків і багато хто вважається класикою нью-йоркського хіп-хопу 1990-х разом із головним синглом з альбому «Shook Ones (Part II)».

## Прийняття критиків
«Виживання сильнішого» отримав схвальні відгуки критиків. Vibe зазначив, що пісня «[звичайна] комбінація глибоких текстів Mobb Deep, зловісних клавішних акордів, приголомшливого басу та чітких барабанних треків». Los Angeles Times похвалив пісню, назвавши її «мозаїкою повільних, непомітних ритмів, які рідко пропускають будь-яке мелодичне світло», і високо оцінивши «темні поетичні таланти» дуету.

## Спадок
«Survival of the Fittest» вважається класикою нью-йоркського хіп-хопу 1990-х. У Consequence of Sound заявили, що це «настільки суворий нью-йоркський хіп-хоп, наскільки він і має бути». HipHopDX назвав її «однією з  найбільш меланхолійних, жорстких хіп-хоп пісень усіх часів».
За словами Pitchfork, рядок «There's a war going on outdoor no man is safe from» став найвідомішим і часто цитованим текстом альбому. Complex назвав його одним із 100 найкращих вступних реплік в історії хіп-хопу та написав: «Вступні рядки Prodigy на «Survival of the Fittest» однією фразою передають важке балансування, яке є життям у найнебезпечніших районах Америки».
«Survival of the Fittest» був представлений у саундтреку до фільму «8 миля» 2002 року та відеогри Marc Ecko's Getting Up: Contents Under Pressure 2006 року.

## Список композицій
Сторона A
1. "Survival of the Fittest" [LP Version] – 3:43
2. "Survival of the Fittest" [Remix] – 4:20

Сторона B
1. "Survival of the Fittest" [Extended Version] – 5:19
2. "Survival of the Fittest" [Remix Instrumental] – 5:20
3. "Survival of the Fittest" [Acappella] – 4:17

## Персонал
Інформація взята з нотаток синглу.
- Mobb Deep – продюсер, виконавчий продюсер, зведення
- Крістал Джонсон — вокал (ремікс)
- Тім Летам – запис
- Тоні Смаліос – зведення
- Леон Зервос – мастеринг
- Chi Modu – фотографія
- Merge One – напрямок мистецтва
- Сандра «Пічі» Байнум – менеджмент
- Тамі Коббс – менеджмент
- Метт Лайф – режисер A&R, виконавчий продюсер
- Шотт Фрі – режисер A&R, виконавчий продюсер
- Stretch Armstrong – A&R-режисура

## Чарти
| Чарт (1995)          | Найвища позиція |
| -------------------- | --------------- |
| US Billboard Hot 100 | 69              |
| US Hot Rap Singles   | 10              |
| US Hot R&B Singles   | 60              |

## Сертифікації
| Регіон                                                      | Сертифікація | Продажі |
| ----------------------------------------------------------- | ------------ | ------- |
| Велика Британія (BPI)                                       | Срібний      | 200 000 |
| продажі+прослуховування, що базуються лише на сертифікаціях |              |         |